# Élyse Lemay-Lavoie
Élyse Lemay-Lavoie, född 12 november 1994 i Montréal, är en kanadensisk vattenpolospelare som ingick i Kanadas damlandslag i vattenpolo vid olympiska sommarspelen 2020 och 2024. Hon tog silver vid panamerikanska spelen 2023.
Lemay-Lavoie studerade vid Université de Montréal där hon spelade för Montréal Carabins vattenpololag och vid University of Hawai'i där hon spelade för Hawaiʻi Rainbow Wāhine.
Vid panamerikanska spelen 2019 var Lemay-Lavoie en av två ersättare som inte fick spela i turneringen.